# Le Fuseau de Berthe
Der Menhir Le Fuseau de Berthe (deutsch „die Spindel – im Sinne von Spinnwirtel – der Berthe“) steht an einem Fahrweg südlich von La Normandais und östlich von Sévérac im Nordwesten des Département Loire-Atlantique in Frankreich an einem Ort, der (deutsch „Fels der Kuh“) genannt wird. Er ist etwa 3,0 m hoch, 2,0 m breit und 60 cm dick.
Etwa 70 m nordöstlich im Wald steht der Dolmen de la Roche-à-la-Vache.
Unter ähnlichen Namen sind vor allem in der Bretagne mehrere Menhire bekannt (z. B. Fuseau de Margot, Le Fuseau de Jeannette, Le Fuseau de la Madeleine und Menhir du Fuseau).

## Legende
Der Legende nach wurde der als Monument historique eingestufte Stein von der Fee Morgane auf dem Weg nach Carnac verloren.